# Симплекс комуникација
Симплекс комуникација (енгл. simplex) или једносмјерна комуникација је врста комуникације у којој се информације преносе у само једном смјеру. 
Примјер симплекс комуникације је радио-дифузна мрежа, или мрежа телевизијских одашиљача. Гледаоци и слушаоци не могу да шаљу информације, већ их само примају.